# Fatih-Moschee (Meschede)

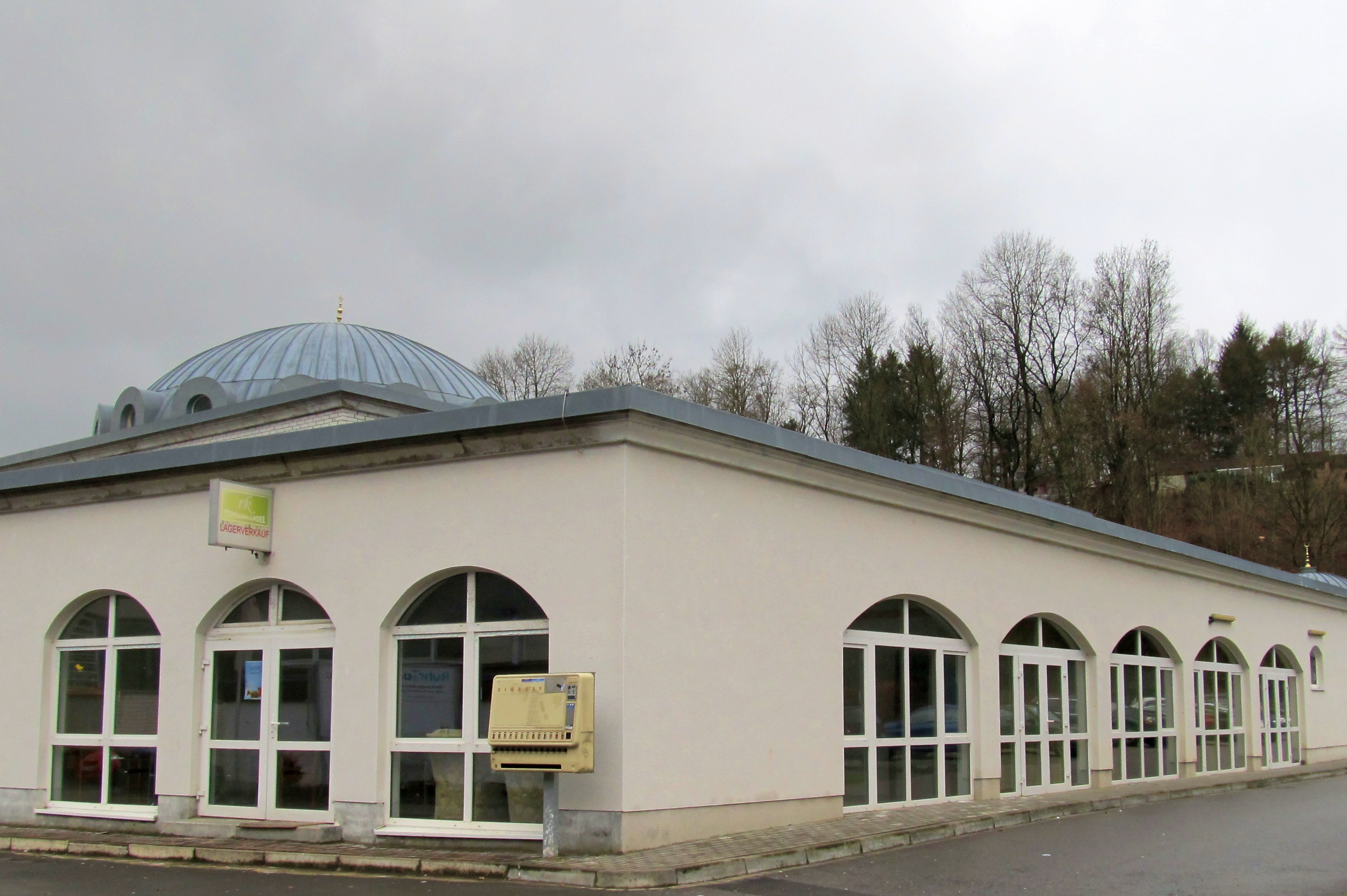
Fatih-Moschee

Die Fatih-Moschee (türkisch Fatih Camii ‚Eroberer-Moschee‘), auch Mescheder Moschee genannt, ist eine Moschee in Meschede. Das in den Jahren 2001 bis 2008 errichtete Gebäude war der erste freistehende Moscheeneubau im Sauerland.
Ab Ende der 1970er Jahre trafen sich türkisch-muslimische Gastarbeiter in Meschede zunächst in wechselnden Räumlichkeiten wie Mietwohnungen, Baracken und Garagen zum Gebet.

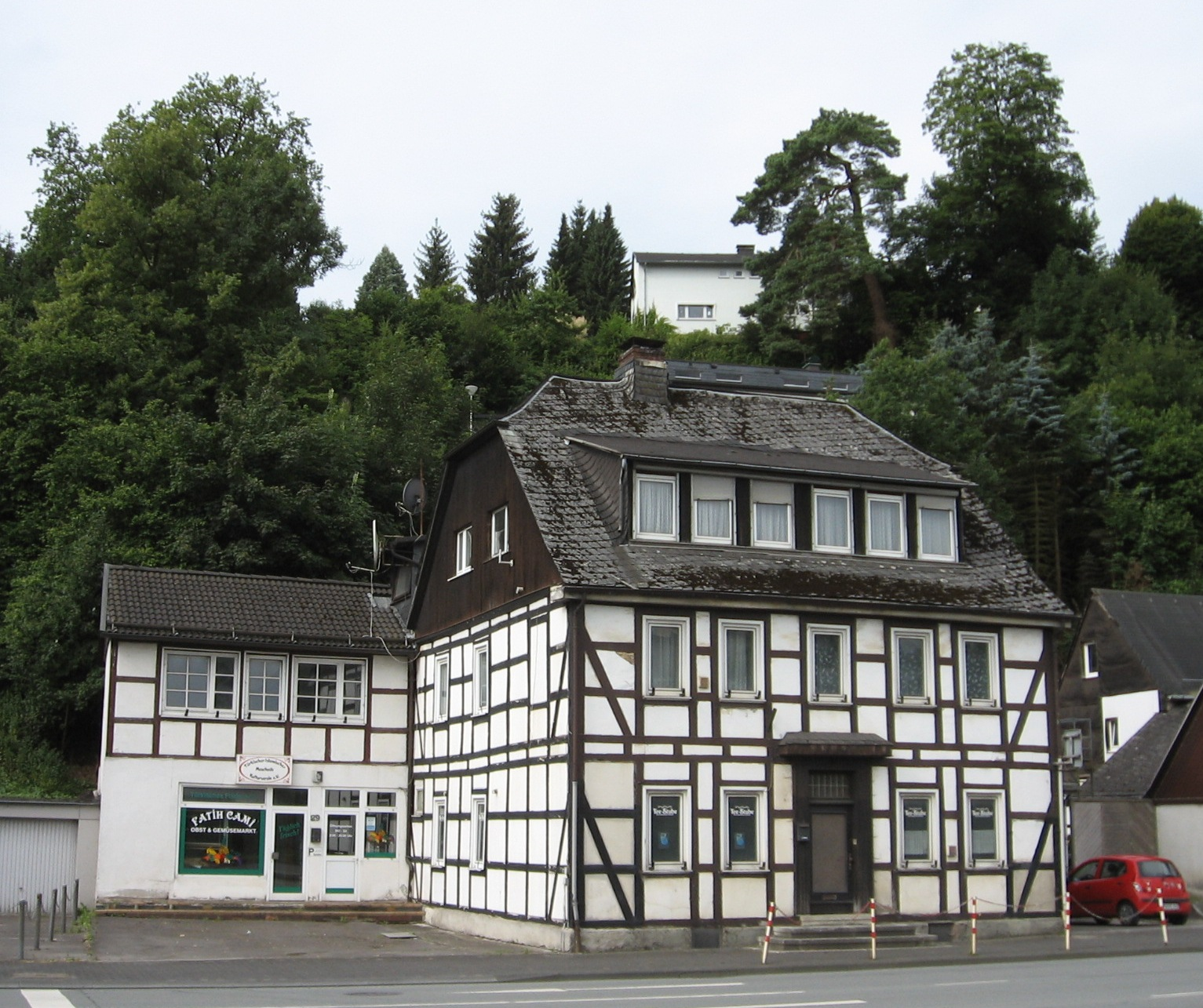
Fachwerkgebäude an der Arnsberger Straße 29, das der „Türkisch Islamischen Gemeinde zu Meschede“ von 1988 bis 2008 als Fatih-Moschee diente.

Ab 1988 stand in einem Fachwerkhaus an der Arnsberger Straße eine erste Moschee in Meschede zur Verfügung. Die Moschee trug den Namen Fatih-Moschee. Dabei handelte es sich eher um eine Hinterhofmoschee. In dieser Moschee gab es neben dem Gebetsraum auch eine Koranschule und eine Teestube. Der Imam (Vorbeter) hatte seine Dienstwohnung im Dachgeschoss dieses Gebäudes.
Am 21. September 1980 wurde der Türkisch-Islamische Kulturverein gegründet, der sich 1984 in DITIB-Türkisch Islamische Gemeinde zu Meschede umbenannte und dem Dachverband Türkisch-Islamischen Union der Anstalt für Religion (DITIB) anschloss.

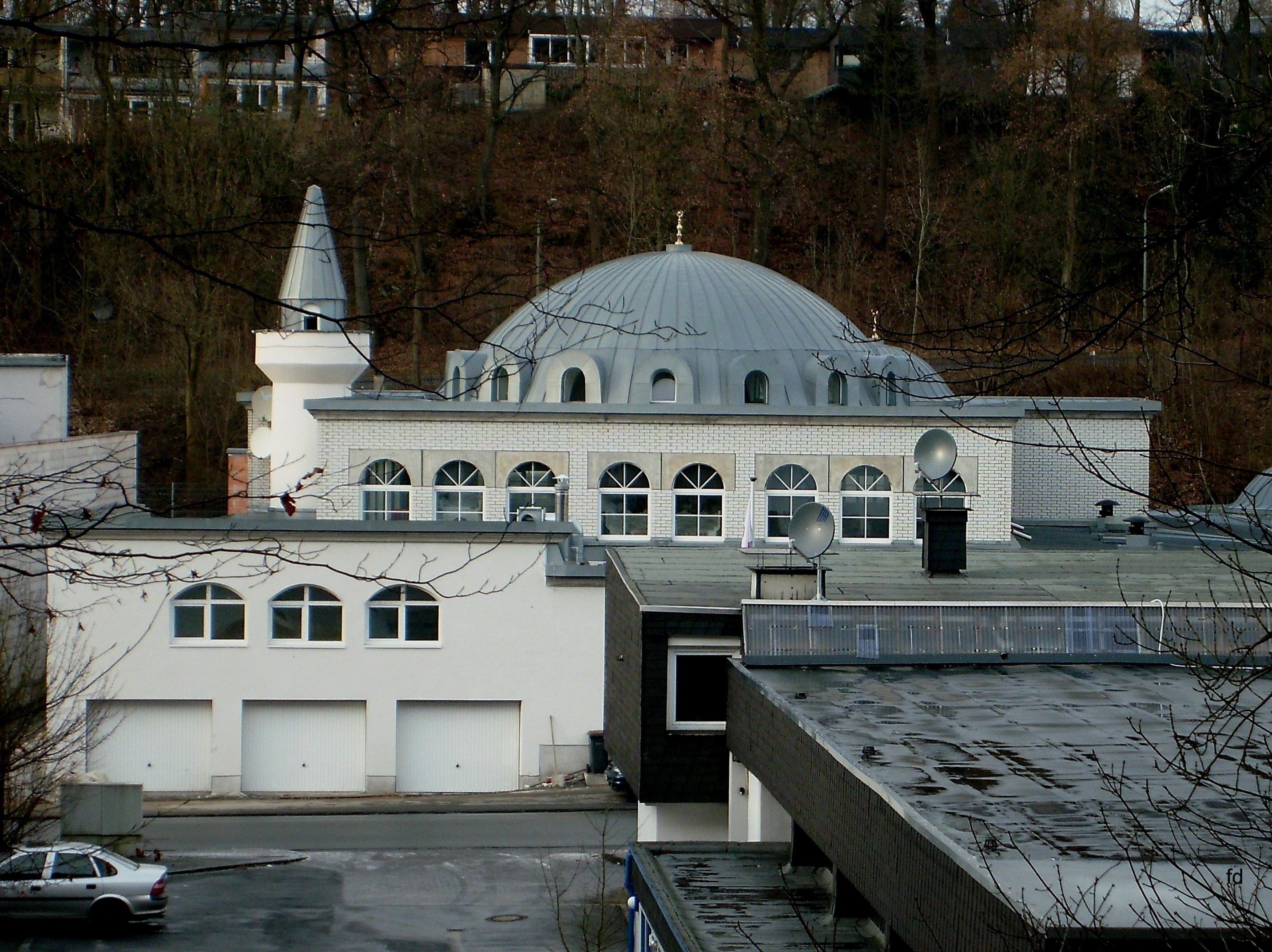
Seitenansicht

Im Mai 2001 entschloss sich die Türkisch-Islamische Gemeinde zu Meschede zum Bau einer repräsentativen Moschee. Der Verein kaufte das ehemalige Betriebsgelände der früheren Sargfabrik Wienand in der Jahnstraße 3. Der Verein hatte zu diesem Zeitpunkt über dreihundert Mitglieder.
Am 11. November 2001 erfolgte die Grundsteinlegung für die Fatih-Moschee. Die Fatih-Moschee wurde im Baustil einer türkisch-osmanischen Kuppelmoschee gebaut. Die feierliche Eröffnung fand am 10. Mai 2008 statt. Die Mescheder Moschee ist die erste repräsentative Moschee im Hochsauerlandkreis. Viele Moscheen im Hochsauerlandkreis befinden sich in Gebäuden, welche ursprünglich zu anderen Zwecken genutzt werden.
Die Mescheder Moschee kann nach terminlicher Vereinbarung besichtigt werden. Ansonsten kann man alljährlich am 3. Oktober, dem Tag der offenen Moscheen, die Mescheder Moschee von 12.00 Uhr bis 18.00 Uhr besichtigen.